# Любург
Любург (нем. Lühburg) — община в Германии, в земле Мекленбург-Передняя Померания.
Входит в состав района Гюстров. Подчиняется управлению Гнойен. Население составляет 264 человек (2009); в 2003 г. — 271. Занимает площадь 17,29 км².